# Proctolabinae
Sous-famille
Les Proctolabinae sont une sous-famille d'insectes orthoptères de la famille des Acrididae.

## Distribution
Les espèces de cette sous-famille se rencontrent en Amérique du Sud, en Amérique centrale et au sud de l'Amérique du Nord.

## Liste des genres
Selon Orthoptera Species File (23 juillet 2018) :
- tribu Coscineutini Brunner von Wattenwyl, 1893
  - genre Coscineuta Stål
- tribu Proctolabini Amédégnato, 1974
  - sous-tribu Eucephalacrina Amédégnato & Poulain, 1987
    - genre Eucephalacris Descamps, 1976
    - genre Pareucephalacris Descamps, 1976

  - sous-tribu Lithoscirtina Amédégnato & Poulain, 1987
    - genre Ampelophilus Hebard, 1924
    - genre Drymacris Descamps & Rowell, 1978
    - genre Drymophilacris Descamps, 1976
    - genre Leioscapheus Bruner, 1907
    - genre Lithoscirtus Bruner, 1908
    - genre Paratela Descamps & Rowell, 1978
    - genre Tela Hebard, 1932

  - sous-tribu Proctolabina Amédégnato, 1974
    - genre Adelotettix Bruner, 1910
    - genre Azotocerus Descamps, 1976
    - genre Balachowskyacris Descamps & Amédégnato, 1972
    - genre Cercoceracris Descamps, 1976
    - genre Cryptocloeus Descamps, 1976
    - genre Dendrophilacris Descamps, 1976
    - genre Dorstacris Descamps, 1978
    - genre Halticacris Descamps, 1976
    - genre Kritacris Descamps, 1976
    - genre Poecilocloeus Bruner, 1910
    - genre Proctolabus Saussure, 1859
    - genre Witotacris Descamps, 1976
    - genre Zodiacris Descamps, 1980
    - genre Zosperamerus Bruner, 1908

  - sous-tribu Saltonacrina Amédégnato & Descamps, 1980
    - genre Eucerotettix Descamps, 1980
    - genre Harpotettix Descamps, 1981
    - genre Loretacris Amédégnato & Poulain, 1987
    - genre Saltonacris Descamps, 1976
    - genre Ypsophilacris Descamps, 1980

## Publication originale
- Amédégnato, 1974 : Les genres d'Acridiens Neotropicaux, leur classification par familles, sous-familles et tribus. Acrida, vol. 3, n. 3, p. 193-203.